# 马蹄镇 (古蔺县)
马蹄镇，是中华人民共和国四川省泸州市古蔺县下辖的一个乡镇级行政单位。
马蹄镇地处古蔺县南部，东接椒园镇、马嘶苗族乡，南与贵州省七星关区大屯、田坎彝族乡隔河相望，西邻叙永县赤水镇，北壤双沙镇，距县城60公里，是321国道出黔入川第一镇。全镇辖区面积159平方公里，辖8村1社区、70个村（居）民小组，总人口2.7万余人，其中苗、彝等少数民族1800余人。马蹄是川黔古盐茶商道途经地、古奢彝文化发源地之一、明初杰出女政治家奢香故里，也是中国工农红军长征经过地，先后获得全国“一村一品”示范村镇、全国农业产业强镇等名片奖项，被誉为“古彝源地，甜橙之乡”。

## 行政区划
马蹄镇下辖以下地区：
马蹄社区居民委员会、果园村民委员会、土关村民委员会、康田村民委员会、石田村民委员会、纳盘村民委员会、墙院村民委员会、环路村民委员会、兰花村民委员会

## 经济发展
古蔺县马蹄镇盛产“中华名果”马蹄甜橙，是中国农业农村部“全国一村一品示范镇”，全国农业产业强镇，四川省旅游示范镇。

## 文化历史
奢王府遗址位于古蔺县马蹄镇马蹄社区六组，距马蹄镇政府所在地1.6公里，已有600余年历史，2010年12月9日，被泸州市文物专家鉴定为明末奢王奢崇明的府邸遗址，如今仅留存一对雄伟的石狮。泸市府函〔2010〕259号公布为泸州市第八批文物保护单位。